# عبد الرحمن زيلعي
عبد الرحمن عبد الله إسماعيل زيلعي (بالصومالية: Cabdiraxmaan Cabdilaahi Ismaaciil Saylici)‏ (28 أكتوبر 1956 - ) هو نائب رئيس جمهورية أرض الصومال، بعد فوزه في انتخابات عام 2010 مع أحمد محمود محمود سيلانيو، وكلاهما عضو في حزب التضامن. ظل في منصب نائب الرئيس في حكومة موسى عبدي بيهي أيضًا.